# Championnat du monde de Formule 1 2003
Navigation
2002 2004

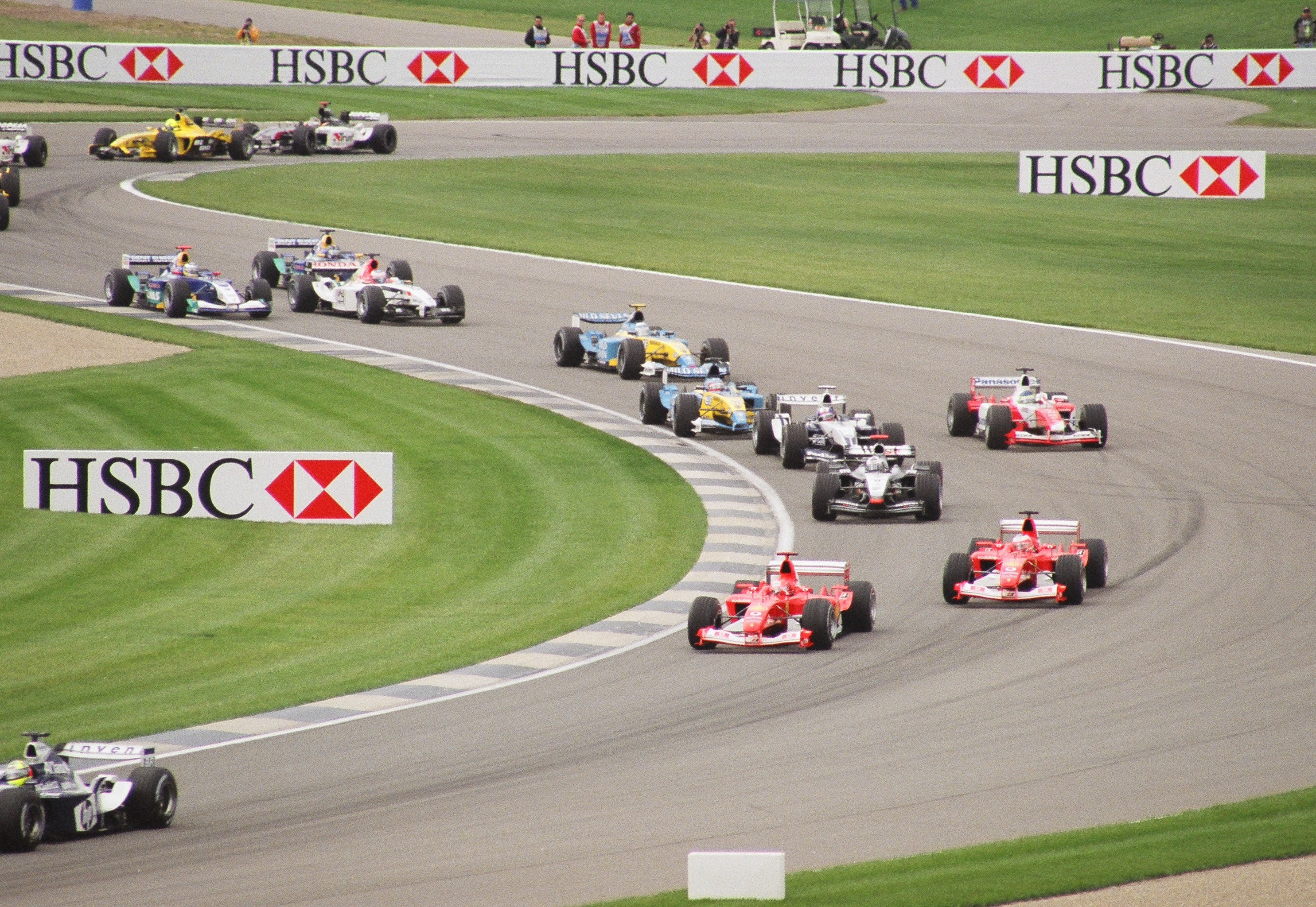
La meute des F1 à Indy en 2003

Le championnat du monde de Formule 1 2003, qui compte seize Grands Prix, est remporté par l'Allemand Michael Schumacher sur Ferrari. La Scuderia Ferrari remporte le titre des constructeurs.
2003 est une saison de changement de règlement sportif. Un nouveau barème de points est instauré où désormais les huit premiers marquent ;  l'écart entre le vainqueur, le deuxième et le troisième est resserré. Une nouvelle formule de qualifications est mise en place : les sessions se disputent sur deux journées et les pilotes prennent la piste chacun leur tour pour un seul tour lancé.
En lice pour devenir l'unique sextuple champion du monde de Formule 1, Michael Schumacher voit sa suprématie contestée par Kimi Räikkönen qui remporte, le 23 mars, au volant de la McLaren MP4-17D-Mercedes, la première victoire de sa carrière à Sepang ; il monte dix fois sur le podium.
Le pilote allemand des Ferrari F2002 puis F2003-GA, en difficulté en début de saison, doit attendre le dernier Grand Prix à Suzuka, pour remporter son quatrième titre consécutif et dépasser Juan Manuel Fangio au palmarès, lorsque son rival finlandais ne fait pas mieux que deuxième derrière Rubens Barrichello et s'incline de deux points. « Schumi » gagne six courses et porte son record de victoires à 70.
Au Grand Prix du Brésil, dans la confusion d'une course interrompue par une averse dans le dernier tiers de l'épreuve, Giancarlo Fisichella remporte sa première victoire après cent-dix départs ; cette victoire reste le dernier succès de l'écurie Jordan Grand Prix. Par ailleurs, en s'imposant (sur Renault) au Grand Prix de Hongrie, Fernando Alonso devient, à 22 ans et 26 jours, le plus jeune vainqueur de l'histoire de la Formule 1.
La Scuderia Ferrari dirigée par Jean Todt devient seule détentrice du record de titres constructeurs en obtenant son treizième sacre.

## Repères

### Pilotes
Débuts en tant que pilote-titulaire de : 
- Ralph Firman chez Jordan.
- Justin Wilson chez Minardi.
- Cristiano Da Matta chez Toyota.
- Antônio Pizzonia chez Jaguar.
- Zsolt Baumgartner chez Jordan à partir du Grand Prix de Hongrie. Il rendra sa place à Ralph Firman lors du Grand Prix des États-Unis.
- Nicolas Kiesa chez Minardi à partir du Grand Prix d'Allemagne.

 Transferts : 
- Jenson Button quitte Renault pour BAR.
- Olivier Panis quitte BAR pour Toyota.
- Mark Webber quitte Minardi pour Jaguar
- Felipe Massa quitte Sauber pour devenir pilote de réserve de Ferrari.
- Allan McNish quitte Toyota pour devenir pilote de réserve pour Renault.
- Takuma Satō quitte Jordan pour devenir le pilote de réserve de BAR.

 Retraits : 
- Eddie Irvine après 146 GP (vice-champion du monde en 1999. 191 points, 4 victoires et 26 podiums entre 1993 et 2002).
- Mika Salo après 110 GP (33 points et 2 podiums entre 1994 et 2002).

 Retours : 
- Fernando Alonso (17 GP en 2001) chez Renault.
- Jos Verstappen (91 GP, 2 podiums et 17 points entre 1994 et 1998 et en 2000 et 2001) chez Minardi.

 Transferts en cours de saison 
- Justin Wilson transféré de Minardi à Jaguar à partir du Grand Prix d'Allemagne.
- Antônio Pizzonia transféré de Jaguar à Williams-BMW en tant que pilote essayeur.

 Retours en cours de saison 
- Marc Gené (33 GP entre 1999 et 2003) titulaire chez Williams-BMW pour le Grand Prix d'Italie en remplacement de Ralf Schumacher blessé.
- Takuma Satō (17 GP et 2 points en 2002) titulaire chez BAR pour le Grand Prix du Japon après le limogeage de Jacques Villeneuve.

### Écuries
- Fournitures de moteurs Ford pour Jordan et Minardi.
- Arrows souhaite participer au championnat et s'inscrit, conformément au règlement, avant le 16 novembre 2002. Cette inscription est finalement rejetée le 2 décembre à cause des forfaits répétés de l'équipe la saison précédente[1].

## Règlement sportif: les nouveautés
- Nouvelle attribution des points selon le barème 10 (1er), 8 (2e), 6 (3e), 5 (4e), 4 (5e), 3 (6e), 2 (7e), 1 (8e) et tous les résultats comptent.
- Vendredi matin : essais libres pendant 2 heures avec une troisième voiture réservés aux écuries qui choisissent de n'effectuer que 10 jours d'essais privés entre le 1er mars et le 1er novembre.
- Vendredi : première séance d'essais qualificatifs. Les pilotes s'élancent un à un, dans l'ordre du championnat en cours, pour une série de trois tours (lancement depuis les stands, chronométrage sur un tour de piste lancé et décélération pour retour aux stands).
- Samedi : seconde séance d'essais qualificatifs. Les pilotes s'élancent un à un, dans l'ordre inverse des résultats de la veille, pour une série de trois tours (lancement depuis les stands, chronométrage sur un tour de piste lancé et décélération pour retour aux stands).
- Plus de « mulet ».
- Monoplaces placées en parc fermé dès la fin des essais qualificatifs jusqu'au départ du GP.
- Disparition du « warm-up » du dimanche matin.
- Les qualités de gommes disponibles à chaque GP sont désormais libres.
- Quota de pneus alloué par week-end : 44 pneus « sec », 28 « pluie ».
- Pas de limitation des essais privés mais les écuries qui choisissent de n'effectuer que 10 jours d'essais privés entre le 1er mars et le 1er novembre ont le droit, en contrepartie, de tourner en essais pendant 2 heures tous les vendredis matin de week-end de Grand Prix avec une troisième voiture.
- Interdiction des consignes d'équipe visant à interférer avec le résultat de la course.

## Règlement technique: les nouveautés
- Interdiction des systèmes d'antipatinage (autorisés depuis 2001).
- Interdiction des systèmes de télémétrie dans le sens stand-voiture.
- Interdiction des boîtes de vitesses entièrement automatiques (système de changement semi-automatique autorisé).
- Interdiction de brouillage des émissions radio entre équipe et pilote.
- Introduction du système HANS (Head And Neck Support) en carbone, solidaire du casque destiné à protéger les vertèbres cervicales en cas de coup du lapin.

## Pilotes et monoplaces
| Écurie                     | Constructeur | Châssis        | Moteur       | Pneus | no | Pilotes               |             | Pilotes d'essais et de réserve                    |
| -------------------------- | ------------ | -------------- | ------------ | ----- | -- | --------------------- | ----------- | ------------------------------------------------- |
| Scuderia Ferrari Marlboro  | Ferrari      | F2002 F2003-GA | Ferrari V10  | B     | 1  | Michael Schumacher    | Toutes      | Luca Badoer Felipe Massa                          |
| Scuderia Ferrari Marlboro  | Ferrari      | F2002 F2003-GA | Ferrari V10  | B     | 2  | Rubens Barrichello    | Toutes      | Luca Badoer Felipe Massa                          |
| BMW Williams F1 Team       | Williams     | FW25           | BMW P83 V10  | M     | 3  | Juan Pablo Montoya    | Toutes      | Antônio Pizzonia Marc Gené Ho-Pin Tung            |
| BMW Williams F1 Team       | Williams     | FW25           | BMW P83 V10  | M     | 4  | Ralf Schumacher       | 1-13, 15-16 | Antônio Pizzonia Marc Gené Ho-Pin Tung            |
| BMW Williams F1 Team       | Williams     | FW25           | BMW P83 V10  | M     | 4  | Marc Gene             | 14          | Antônio Pizzonia Marc Gené Ho-Pin Tung            |
| West McLaren Mercedes      | McLaren      | MP4-17D        | Mercedes V10 | M     | 5  | David Coulthard       | Toutes      | Alexander Wurz                                    |
| West McLaren Mercedes      | McLaren      | MP4-17D        | Mercedes V10 | M     | 6  | Kimi Räikkönen        | Toutes      | Alexander Wurz                                    |
| Mild Seven Renault F1 Team | Renault      | R23 R23B       | Renault V10  | M     | 7  | Jarno Trulli          | Toutes      | Allan McNish Franck Montagny                      |
| Mild Seven Renault F1 Team | Renault      | R23 R23B       | Renault V10  | M     | 8  | Fernando Alonso       | Toutes      | Allan McNish Franck Montagny                      |
| Sauber Petronas            | Sauber       | C22            | Petronas V10 | B     | 9  | Nick Heidfeld         | Toutes      | Neel Jani                                         |
| Sauber Petronas            | Sauber       | C22            | Petronas V10 | B     | 10 | Heinz-Harald Frentzen | Toutes      | Neel Jani                                         |
| Jordan Ford                | Jordan       | EJ13           | Ford V10     | B     | 11 | Giancarlo Fisichella  | Toutes      | Zsolt Baumgartner Satoshi Motoyama Björn Wirdheim |
| Jordan Ford                | Jordan       | EJ13           | Ford V10     | B     | 12 | Ralph Firman          | 1-12, 15-16 | Zsolt Baumgartner Satoshi Motoyama Björn Wirdheim |
| Jordan Ford                | Jordan       | EJ13           | Ford V10     | B     | 12 | Zsolt Baumgartner     | 13-14       | Zsolt Baumgartner Satoshi Motoyama Björn Wirdheim |
| Jaguar Racing              | Jaguar       | R4             | Cosworth V10 | M     | 14 | Mark Webber           | Toutes      | André Lotterer                                    |
| Jaguar Racing              | Jaguar       | R4             | Cosworth V10 | M     | 15 | Antônio Pizzonia      | 1-11        | André Lotterer                                    |
| Jaguar Racing              | Jaguar       | R4             | Cosworth V10 | M     | 15 | Justin Wilson         | 12-16       | André Lotterer                                    |
| Lucky Strike BAR Honda     | BAR          | 005            | Honda V10    | B     | 16 | Jacques Villeneuve    | 1-15        | Takuma Satō                                       |
| Lucky Strike BAR Honda     | BAR          | 005            | Honda V10    | B     | 16 | Takuma Satō           | 16          | Takuma Satō                                       |
| Lucky Strike BAR Honda     | BAR          | 005            | Honda V10    | B     | 17 | Jenson Button         | Toutes      | Takuma Satō                                       |
| European Minardi Cosworth  | Minardi      | PS03           | Ford V10     | B     | 18 | Justin Wilson         | 1-11        | Nicolas Kiesa Matteo Bobbi Gianmaria Bruni        |
| European Minardi Cosworth  | Minardi      | PS03           | Ford V10     | B     | 18 | Nicolas Kiesa         | 12-16       | Nicolas Kiesa Matteo Bobbi Gianmaria Bruni        |
| European Minardi Cosworth  | Minardi      | PS03           | Ford V10     | B     | 19 | Jos Verstappen        | Toutes      | Nicolas Kiesa Matteo Bobbi Gianmaria Bruni        |
| Panasonic Toyota Racing    | Toyota       | TF103          | Toyota V10   | M     | 20 | Olivier Panis         | Toutes      | Ricardo Zonta Ryan Briscoe                        |
| Panasonic Toyota Racing    | Toyota       | TF103          | Toyota V10   | M     | 21 | Cristiano Da Matta    | Toutes      | Ricardo Zonta Ryan Briscoe                        |

## Grands Prix de la saison 2003
| no  | Date         | Grand Prix                    | Lieu         | Vainqueur            | Écurie           | Pole position      | Record du tour     | Résumé |
| --- | ------------ | ----------------------------- | ------------ | -------------------- | ---------------- | ------------------ | ------------------ | ------ |
| 698 | 9 mars       | Grand Prix d'Australie        | Melbourne    | David Coulthard      | McLaren-Mercedes | Michael Schumacher | Kimi Räikkönen     | Résumé |
| 699 | 23 mars      | Grand Prix de Malaisie        | Sepang       | Kimi Räikkönen       | McLaren-Mercedes | Fernando Alonso    | Michael Schumacher | Résumé |
| 700 | 6 avril      | Grand Prix du Brésil          | Interlagos   | Giancarlo Fisichella | Jordan-Ford      | Rubens Barrichello | Rubens Barrichello | Résumé |
| 701 | 20 avril     | Grand Prix de Saint-Marin     | Imola        | Michael Schumacher   | Ferrari          | Michael Schumacher | Michael Schumacher | Résumé |
| 702 | 4 mai        | Grand Prix d'Espagne          | Barcelone    | Michael Schumacher   | Ferrari          | Michael Schumacher | Rubens Barrichello | Résumé |
| 703 | 18 mai       | Grand Prix d'Autriche         | A1-Ring      | Michael Schumacher   | Ferrari          | Michael Schumacher | Michael Schumacher | Résumé |
| 704 | 1er juin     | Grand Prix de Monaco          | Monaco       | Juan Pablo Montoya   | Williams-BMW     | Ralf Schumacher    | Kimi Räikkönen     | Résumé |
| 705 | 15 juin      | Grand Prix du Canada          | Montréal     | Michael Schumacher   | Ferrari          | Ralf Schumacher    | Fernando Alonso    | Résumé |
| 706 | 29 juin      | Grand Prix d'Europe           | Nürburgring  | Ralf Schumacher      | Williams-BMW     | Kimi Räikkönen     | Kimi Räikkönen     | Résumé |
| 707 | 6 juillet    | Grand Prix de France          | Magny-Cours  | Ralf Schumacher      | Williams-BMW     | Ralf Schumacher    | Juan Pablo Montoya | Résumé |
| 708 | 20 juillet   | Grand Prix de Grande-Bretagne | Silverstone  | Rubens Barrichello   | Ferrari          | Rubens Barrichello | Rubens Barrichello | Résumé |
| 709 | 3 août       | Grand Prix d'Allemagne        | Hockenheim   | Juan Pablo Montoya   | Williams-BMW     | Juan Pablo Montoya | Juan Pablo Montoya | Résumé |
| 710 | 24 août      | Grand Prix de Hongrie         | Hungaroring  | Fernando Alonso      | Renault          | Fernando Alonso    | Juan Pablo Montoya | Résumé |
| 711 | 14 septembre | Grand Prix d'Italie           | Monza        | Michael Schumacher   | Ferrari          | Michael Schumacher | Michael Schumacher | Résumé |
| 712 | 28 septembre | Grand Prix des États-Unis     | Indianapolis | Michael Schumacher   | Ferrari          | Kimi Räikkönen     | Michael Schumacher | Résumé |
| 713 | 12 octobre   | Grand Prix du Japon           | Suzuka       | Rubens Barrichello   | Ferrari          | Rubens Barrichello | Ralf Schumacher    | Résumé |

## Classement des pilotes 2003

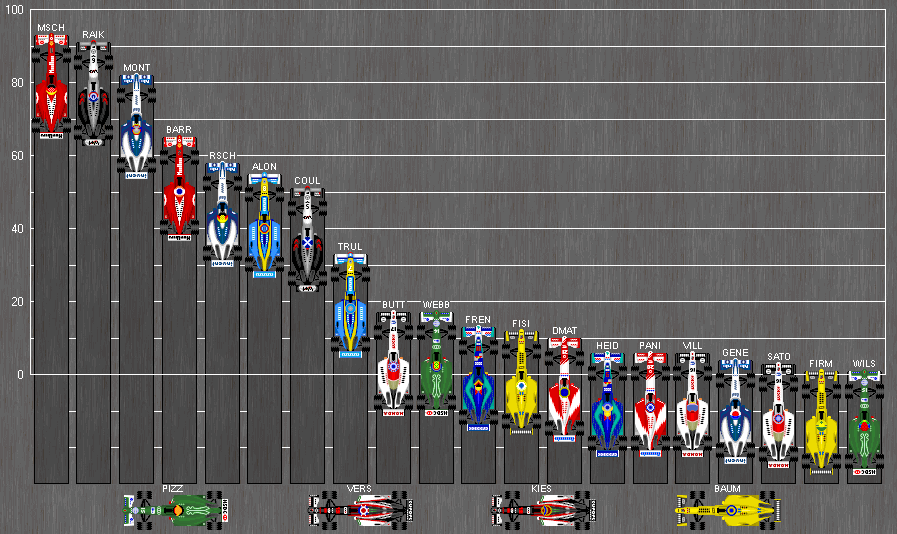
Classement du championnat du monde 2003

| Classement | Pilote                | Points | AUS | MAL | BRA | SMA | ESP | AUT | MON | CAN | EUR | FRA | GBR | ALL | HUN | ITA | USA | JAP |
| ---------- | --------------------- | ------ | --- | --- | --- | --- | --- | --- | --- | --- | --- | --- | --- | --- | --- | --- | --- | --- |
| Champion   | Michael Schumacher    | 93     | 5   | 3   | -   | 10  | 10  | 10  | 6   | 10  | 4   | 6   | 5   | 2   | 1   | 10  | 10  | 1   |
| 2e         | Kimi Räikkönen        | 91     | 6   | 10  | 8   | 8   | -   | 8   | 8   | 3   | -   | 5   | 6   | -   | 8   | 5   | 8   | 8   |
| 3e         | Juan Pablo Montoya    | 82     | 8   | -   | -   | 2   | 5   | -   | 10  | 6   | 8   | 8   | 8   | 10  | 6   | 8   | 3   | -   |
| 4e         | Rubens Barrichello    | 65     | -   | 8   | -   | 6   | 6   | 6   | 1   | 4   | 6   | 2   | 10  | -   | -   | 6   | -   | 10  |
| 5e         | Ralf Schumacher       | 58     | 1   | 5   | 2   | 5   | 4   | 3   | 5   | 8   | 10  | 10  | -   | -   | 5   |     | -   | -   |
| 6e         | Fernando Alonso       | 55     | 2   | 6   | 6   | 3   | 8   | -   | 4   | 5   | 5   | -   | -   | 5   | 10  | 1   | -   | -   |
| 7e         | David Coulthard       | 51     | 10  | -   | 5   | 4   | -   | 4   | 2   | -   | -   | 4   | 4   | 8   | 4   | -   | -   | 6   |
| 8e         | Jarno Trulli          | 33     | 4   | 4   | 1   | -   | -   | 1   | 3   | -   | -   | -   | 3   | 6   | 2   | -   | 5   | 4   |
| 9e         | Mark Webber           | 17     | -   | -   | -   | -   | 2   | 2   | -   | 2   | 3   | 3   | -   | -   | 3   | 2   | -   | -   |
| 10e        | Jenson Button         | 17     | -   | 2   | -   | 1   | -   | 5   | -   | -   | 2   | -   | 1   | 1   | -   | -   | -   | 5   |
| 11e        | Heinz-Harald Frentzen | 13     | 3   | -   | 4   | -   | -   | -   | -   | -   | -   | -   | -   | -   | -   | -   | 6   | -   |
| 12e        | Giancarlo Fisichella  | 12     | -   | -   | 10  | -   | -   | -   | -   | -   | -   | -   | -   | -   | -   | -   | 2   | -   |
| 13e        | Cristiano da Matta    | 10     | -   | -   | -   | -   | 3   | -   | -   | -   | -   | -   | 2   | 3   | -   | -   | -   | 2   |
| 14e        | Olivier Panis         | 6      | -   | -   | -   | -   | -   | -   | -   | 1   | -   | 1   | -   | 4   | -   | -   | -   | -   |
| 15e        | Nick Heidfeld         | 6      | -   | 1   | -   | -   | -   | -   | -   | -   | 1   | -   | -   | -   | -   | -   | 4   | -   |
| 16e        | Jacques Villeneuve    | 6      | -   | -   | 3   | -   | -   | -   | -   | -   | -   | -   | -   | -   | -   | 3   | -   |     |
| 17e        | Marc Gené             | 4      |     |     |     |     |     |     |     |     |     |     |     |     |     | 4   |     |     |
| 18e        | Takuma Satō           | 3      |     |     |     |     |     |     |     |     |     |     |     |     |     |     |     | 3   |
| 19e        | Justin Wilson         | 1      | -   | -   | -   | -   | -   | -   | -   | -   | -   | -   | -   | -   | -   | -   | 1   | -   |
| 20e        | Ralph Firman          | 1      | -   | -   | -   |     | 1   | -   | -   | -   | -   | -   | -   | -   |     |     | -   | -   |
| 21e        | Antônio Pizzonia      | 0      | -   | -   | -   | -   | -   | -   | -   | -   | -   | -   | -   |     |     |     |     |     |
| 22e        | Jos Verstappen        | 0      | -   | -   | -   | -   | -   | -   | -   | -   | -   | -   | -   | -   | -   | -   | -   | -   |
| 23e        | Nicolas Kiesa         | 0      |     |     |     |     |     |     |     |     |     |     |     | -   | -   | -   | -   | -   |
| 24e        | Zsolt Baumgartner     | 0      |     |     |     |     |     |     |     |     |     |     |     |     | -   | -   |     |     |

## Classement des constructeurs 2003
| Classement | Écurie           | Points | AUS | MAL | BRA | SMA | ESP | AUT | MON | CAN | EUR | FRA | GBR | ALL | HUN | ITA | USA | JAP |
| ---------- | ---------------- | ------ | --- | --- | --- | --- | --- | --- | --- | --- | --- | --- | --- | --- | --- | --- | --- | --- |
| Champion   | Ferrari          | 158    | 5   | 11  | -   | 16  | 16  | 16  | 7   | 14  | 10  | 8   | 15  | 2   | 1   | 16  | 10  | 11  |
| 2e         | Williams-BMW     | 144    | 9   | 5   | 2   | 7   | 9   | 3   | 15  | 14  | 18  | 18  | 8   | 10  | 11  | 12  | 3   | -   |
| 3e         | McLaren-Mercedes | 142    | 16  | 10  | 13  | 12  | -   | 12  | 10  | 3   | -   | 9   | 10  | 8   | 12  | 5   | 8   | 14  |
| 4e         | Renault          | 88     | 6   | 10  | 7   | 3   | 8   | 1   | 7   | 5   | 5   | -   | 3   | 11  | 12  | 1   | 5   | 4   |
| 5e         | BAR-Honda        | 26     | -   | 2   | 3   | 1   | -   | 5   | -   | -   | 2   | -   | 1   | 1   | -   | 3   | -   | 8   |
| 6e         | Sauber-Petronas  | 19     | 3   | 1   | 4   | -   | -   | -   | -   | -   | 1   | -   | -   | -   | -   | -   | 10  | -   |
| 7e         | Jaguar-Cosworth  | 18     | -   | -   | -   | -   | 2   | 2   | -   | 2   | 3   | 3   | -   | -   | 3   | 2   | 1   | -   |
| 8e         | Toyota           | 16     | -   | -   | -   | -   | 3   | -   | -   | 1   | -   | 1   | 2   | 7   | -   | -   | -   | 2   |
| 9e         | Jordan-Ford      | 13     | -   | -   | 10  | -   | 1   | -   | -   | -   | -   | -   | -   | -   | -   | -   | 2   | -   |
| 10e        | Minardi-Cosworth | 0      | -   | -   | -   | -   | -   | -   | -   | -   | -   | -   | -   | -   | -   | -   | -   | -   |